# Robert O. Blood
Robert Oscar Blood, född 10 november 1887 i Enfield i New Hampshire, död 3 augusti 1975 i Concord i New Hampshire, var en amerikansk republikansk politiker. Han var New Hampshires guvernör 1941–1945.
Blood efterträdde 1941 Francis P. Murphy som guvernör och efterträddes 1945 av Charles M. Dale.